# Polojaii, Pereiaslav-Hmelnițki
Polojaii (în ucraineană Положаї) este un sat în comuna Tașan din raionul Pereiaslav-Hmelnițki, regiunea Kiev, Ucraina.

## Demografie
Componența lingvistică a localității Polojaii
     Ucraineană (99,38%)
     Alte limbi (0,62%)
Conform recensământului din 2001, majoritatea populației localității Polojaii era vorbitoare de ucraineană (99,38%), existând în minoritate și vorbitori de alte limbi.